# Културен феминизъм
Културният феминизъм е термин, използван за описване на вид феминизъм, който се опитва да преоцени и предефинира атрибутите, културно приписвани на женствеността. Използва се и за описание на теории, които възхваляват вродените различия между жените и мъжете.
Културните феминистки се отклоняват от радикалните феминистки, когато отхвърлят предишната феминистка и патриархална представа, че женските черти са нежелани, и се връщат към есенциалисткия възглед за различията между половете, в който те смятат „женската природа“ за по-висша.
Трите основни аспекта на културния феминизъм, които са критикувани от други видове феминизъм, са есенциализмът (идеята, че различията между мъжете и жените са част от същността на мъжа и жената), сепаратизмът и идеята за феминистки авангард, изграждащ новата култура, а не трансформиране на съществуващата чрез политически и други предизвикателства.

## Произход на термина
За разлика от радикалния феминизъм или социалистическия феминизъм културният феминизъм не е идеология, широко подкрепяна от поддръжниците ѝ, а по-често пейоративен етикет, приписван от неговите противници. През 1975 г. Брук Уилямс е първата, която описва „деполитизацията на радикалния феминизъм“ като „културен феминизъм“. Терминът обаче се появява още през 1971 г., когато Франсис Чапман в писмо, отпечатано в радикалното феминистко издание Off Our Backs, осъжда литературното списание Aphra като „служещо на каузата на културния феминизъм“. Социалистическата феминистка Елизабет Дигс през 1972 г. използва етикета „културен феминизъм“, за да го приложи към целия радикален феминизъм.
Основателката на американската феминистка радикална НПО „Редстокингс“ Елън Уилис потвърждава, че „голямото мнозинство от жените, които в момента наричат себе си „радикални феминистки“, всъщност се присъединяват към политика, по-точно обозначена като „културна феминистка“... Въпреки че културният феминизъм произлиза от радикалното феминистко движение, предпоставките на двете тенденции са противоположни. Все пак отляво и другаде разликата рядко се прави.“

## Теория
Културният феминизъм поставя жените в позиция, свръхопределена от патриархалните системи. Линда Алкоф изтъква, че „културната феминистка преоценка тълкува пасивността на жената като нейното спокойствие, нейната сантименталност като нейната склонност към възпитание, нейната субективност като нейното напреднало самосъзнание“. Подобни линии на мислене са проследени до по-ранни периоди. Джейн Адамс и Шарлот Пъркинс Гилман твърдят, че при управлението на държавата сътрудничеството, грижата и ненасилието при уреждането на конфликти обществото изглежда е това, което е необходимо от добродетелите на жените. Джоузефин Донован твърди, че журналистката, критичката и активистката за правата на жените от 19 век Маргарет Фулър е инициирала културния феминизъм в „Жената през 19 век“ (1845). Тя набляга на емоционалната, интуитивна страна на знанието и изразява един органичен мироглед, който е доста различен от механистичния възглед на рационалистите от Просвещението. Въпреки това статията на Алис Екълс „Културен феминизъм: феминисткият капитализъм и антипорнографското движение“ ("Cultural Feminism: Feminist Capitalism and the Anti-Pornography Movement") води до широкото приемане на термина за описание на съвременните феминистки, а не на техните исторически предшественици. Нейните примери за културни феминистки са Ейдриън Рич, Андреа Дуоркин, Флорънс Ръш, Джанис Реймънд, Катлийн Бари, Мери Дейли, Робин Морган, Сюзън Браунмилър и Сюзън Грифин.
Мери Дейли свързва „женската енергия“ или нейния термин Гин/Екология с женското „утвърждаващо живота, животворящо биологично състояние“, което е жертва на мъжката агресия в резултат на „мъжкото безплодие“. Адриен Рич твърди, че женската биология има „радикален“ потенциал, който е потиснат от намаляването му от мъжете. Някои културни феминистки пожелават отделянето на центрове и пространства само за жените, управлявани от жени, за да „предизвикат негативните полови конструкции“. Тази форма на сепаратизъм в рамките на културния феминизъм е критикувана за пренебрегване на структурния патриархат за сметка на обвинението на мъжете като индивиди за потисничеството на жените. В допълнение към физическото разделение културните феминистки призовават за „отделяне от мъжките ценности“.
Жените се определят като най-важната и най-маргинализирана група. Дейли твърди, че други категории идентичност, включително етническа принадлежност и класа, са дефинирани от мъже групи и жените, които ги идентифицират, са разделени от другите жени. Рич заявява, че „социалното бреме“ върху жените е по-голямо и по-сложно дори от бремето на робството.
Майчинството и раждането на деца е друга популярна тема в културната феминистка теория. Рич теоретизира майчинството като институция, конструирана да контролира жените, което е различно от автентичното, естествено майчинство. Културните феминистки декларират, че връзката между майка и дъщеря, и следователно всички жени, е унищожена от патриархата и трябва да бъде поправена.
В своето изчерпателно изследване на феминистката теория от втората вълна „Любов и политика: радикални феминистки и лесбийски теории“ (Love and Politics: Radical Feminist and Lesbian Theories) Карол Ан Дъглас (дългогодишна критичка в радикалното издание Off Our Backs) включва влиянието на популярната книга на Сюзън Грифин „Жената и природата: ревът в нея“ (Woman and Nature: The Roaring Inside Her) като централна част от развитието на тази теория. Тази глава от книгата на Дъглас е озаглавена „Мъжката биология като проблем“, а анализът на идеите на Грифин е с подзаглавие „Естествената жена“.
Културните феминистки твърдят, че това, което те определят като традиционно мъжко поведение, включително агресивност, конкурентоспособност и доминиране, са вредни за обществото и за определени области в обществото, включително бизнес и политика. Вместо това, твърди културната феминистка, грижата, сътрудничеството и егалитаризмът биха направили един по-добър свят.
Културните феминистки се застъпват заː
- еднакво оценяване на „женските“ професии, включително родителството
- зачитане на грижите за децата в дома
- изплащане на заплати/заплати, така че оставането вкъщи да е икономически жизнеспособно;
- зачитане на „женските“ ценности на грижа и отглеждане
- работа за балансиране на култура, която надценява „мъжките“ ценности на агресията и подценява „женските“ ценности на доброта и нежност
- създаване на кризисни центрове за изнасилване и приюти за жени, често в сътрудничество с други видове феминистки
- акцент върху споделените ценности на жените от бели, афроамерикански и други култури, повече отколкото върху различията на жените в различните групи
- женска сексуалност, която се основава на равенство на властта, базирана на взаимност, а не на контрол, базирана на неполяризирани роли и отказва да пресъздаде сексуални йерархии

## Критика
В статия от 2004 г. за Journal of Women in Culture and Society Кристен Годси отбелязва няколко форми на критика, идваща от цветнокожи жени и от жени от развиващите се страни, които вярват, че „идеята за глобално сестринство изтрива важни различия във властта и достъпа до ресурси сред жени от различни раси, етноси и националности". Обща загриженост, особено сред цветнокожите жени и жените от развиващите се страни, е, че културният феминизъм включва само бели жени от висшата класа, вместо да взема под внимание жени с различен цвят и статус.:с. 727 Тази загриженост е отразена от Одри Лорд в „Отворено писмо до Мери Дейли“ (“An Open Letter to Mary Daly”), в което Лорд изразява разочарованието си, че Дейли е изключила наследството и нейните истории на Лорд и други неевропейски жени в своята културна феминистка книга, като същевременно използва избирателно думи на неевропейски жени извън контекста, за да докаже своите твърдения и да опише „женската виктимизация“.
Друго безпокойство буди убеждението, че културните феминистки „не са оспорили дефинирането на жената, а само определението, дадено от мъжете“ и следователно те увековечават есенциализма на пола.:с. 11 Когато културните феминистки твърдят, че проблеми като патриархат и изнасилване са присъщи продукти на мъжката биология и поведение, възможността за критика и оспорване на структурите зад тези проблеми изчезва. Освен това есенциалистките дефиниции на „жена“ засилват потискащото изискване жените да отговарят на „вродената „женственост“, по която ще бъдат съдени“. Алис Екълс заявява, че културните феминистки вярват, че за да се борят с „мъжката похотливост“, жените трябва да изискват уважение чрез потискане на своята сексуалност и предлагане на консервативен „женски стандарт на сексуалност“. Тя критикува тази концепция за опит да се контролира сексуалното изразяване на жените, за да се държат жените отговорни за възприеманите проблеми с мъжката сексуалност.:с. 52
Този биологичен детерминизъм рефлектира и върху мненията на културните феминистки за транссексуалните жени. Алис Екълс описва културното феминистко приписване на транссексуалните жени на мъжката алчност като неуместно и обяснява, че културните феминистки не харесват трансджендър жените заради обвиненията, че те „подкопават значимостта на пола и изтриват границите между половете“, присвояват женското тяло (което културните феминистки считат за вид изнасилване) и заплашват да извадят „остатъчната хетеросексуалност“ от лесбийките в лесбийско-феминистките пространства.
Културният феминизъм също е критикуван за ангажиране с капитализъм – практика, която някои феминистки смятат за противоречаща на феминистките ценности и контрапродуктивна за феминисткото движение. За да подчертае проблемите с феминисткия капитализъм, Екълс анализира прилагането, практиките и резултатите от Феминистката икономическа мрежа (FEN) – феминистки бизнес, който възнамерява да използва капитализма, за да помогне на жените да преодолеят патриархалните бариери, като заемат пари от феминистки кредитни съюзи на фирми, притежавани от феминистки. Тя установява, че мрежата експлоатира служители, отхвърля демокрацията, колективността и отчетността и оправдава йерархиите на властта в бизнеса, като твърди, че сестринството гарантира, че индивидуалното овластяване води до колективно овластяване на жените. Констатациите ѝ могат да бъдат разширени чрез критика на културните феминистки бизнес практики в радикалното издание Off Our Backs. Авторите обясняват, че „феминистките“ бизнес културни феминистки се застъпват за деполитизиране на феминизма, по своята същност са йерархични, имат минимален достъп до политическо икономическо влияние и са имплицитно реформисти. Освен това авторите посочват недостатъците в опитите на културните феминистки да се противопоставят на потисничеството чрез членство в потисническа икономическа система, използване на теорията за стартиране и превръщане на феминизма в стока и пазар, които в крайна сметка служат на „мъжкия“ капитализъм.
Верта Тейлър и Лейла Руп твърдят, че критиките на културния феминизъм често са атака срещу лесбийския феминизъм. Казусът на Сюзън Стагенбург от Блумингтън, Индиана, я кара да заключи, че участието в дейности, етикетирани като културни феминистки, „предоставя малко доказателства, че културният феминизъм е довел до спад в политическата активност в женското движение“.